# Foro de Augusto

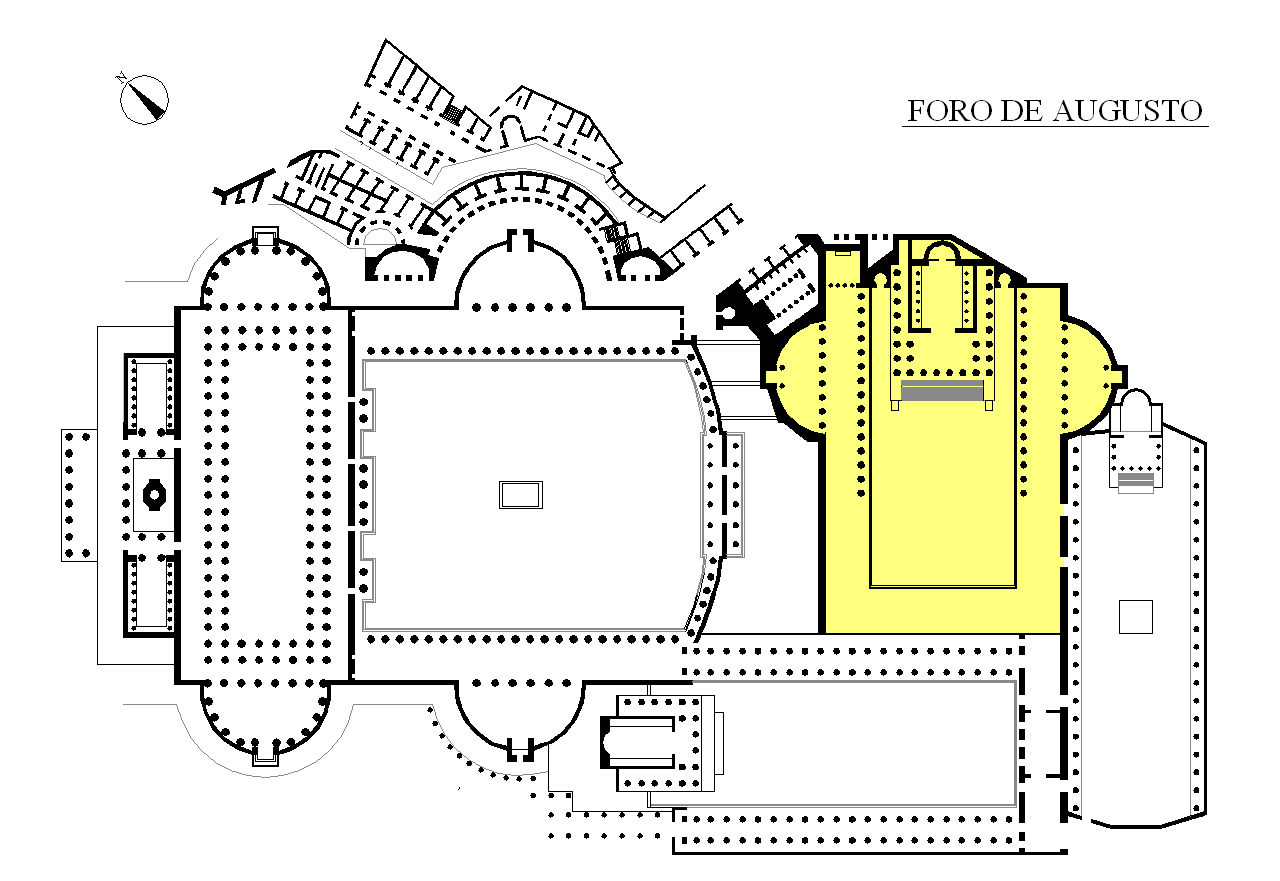
Ubicación del Foro de Augusto en los foros imperiales.

El Foro de Augusto es uno de los foros imperiales de Roma, construido por Augusto. Incluye el templo de Mars Ultor («Marte el Vengador»). 

## Historia

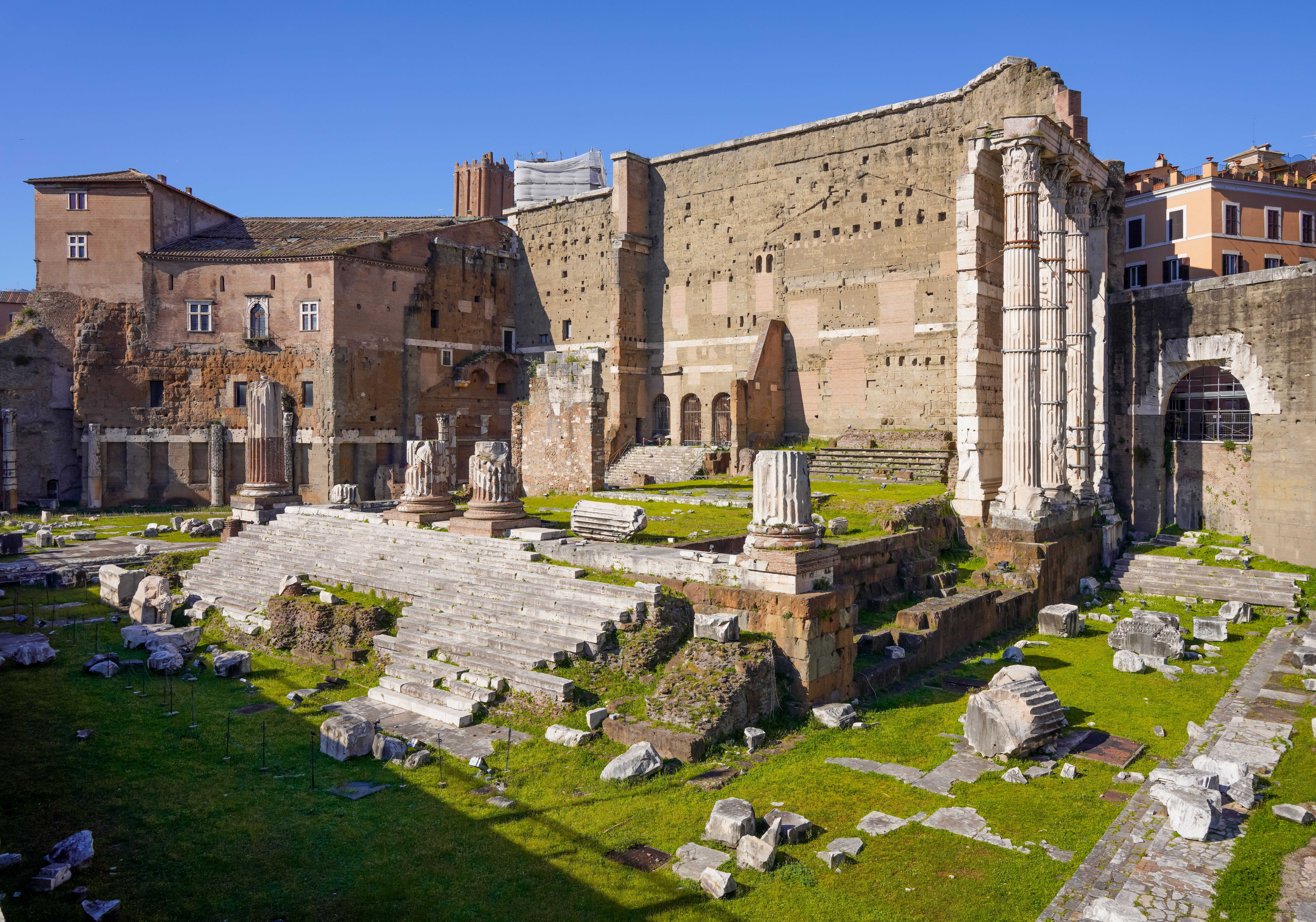
Restos del foro de Augusto con el templo de Marte el Vengador (Mars Ultor).

Augusto juró edificar un templo en honor de Marte, el dios romano de la guerra, durante la batalla de Filipos en el año 42 a. C. Después de ganar la batalla, con la ayuda de Marco Antonio, Augusto se había vengado de la muerte de su padre adoptivo, Julio César. Augusto se convirtió en el primer emperador de Roma en el año 27 a. C., y comenzaron a formarse los planes para la construcción del templo.
Parece que la construcción no comenzó en el foro hasta alrededor del año 20 a. C., cuando Augusto vengó a Roma de nuevo, esta vez al negociar la entrega de los estandartes perdidos por Marco Licinio Craso ante los partos. La tierra en la que se iba a construir el foro ya era propiedad del propio Augusto. No obstante, los planes iniciales exigían más superficie de la que en principio él tenía. Así que para mantenerse en la tierra que tenía, los planes fueron alterados ligeramente : existe cierta asimetría, especialmente en la esquina oriental del recinto; por ello afirma Suetonio que Augusto no se atrevió a coger las casas de los propietarios colindantes por la fuerza. Esta autoproclamada buena obra probablemente no fuera más que un truco para ahorrar a Augusto problemas y dinero. Estos temas de tierras, así como numerosos errores arquitectónicos, prolongaron la construcción. El foro incompleto y su templo se inauguraron cuarenta años después de haberse prometido, en el año 2 a. C..

## Uso del foro
El foro de Augusto se erigió tanto para albergar un templo en honor a Marte como para proporcionar espacio para procedimientos legales, puesto que el Foro Romano y el Foro de César estaban ya saturados. Antes de la batalla, los generales militares salían del templo de Marte, después de celebrar una ceremonia. Otros rituales acontecían en el templo, incluyendo la asunción de la toga virilis por los jóvenes. El Senado se reunía en el templo cuando discutía la guerra y los generales victoriosos dedicaban los despojos de sus triunfos a Marte ante el altar. Las armas y otros objetos robados al enemigo, o saqueados, recuperados de la batalla, a menudo se almacenaban igualmente en el foro.

## Arquitectura

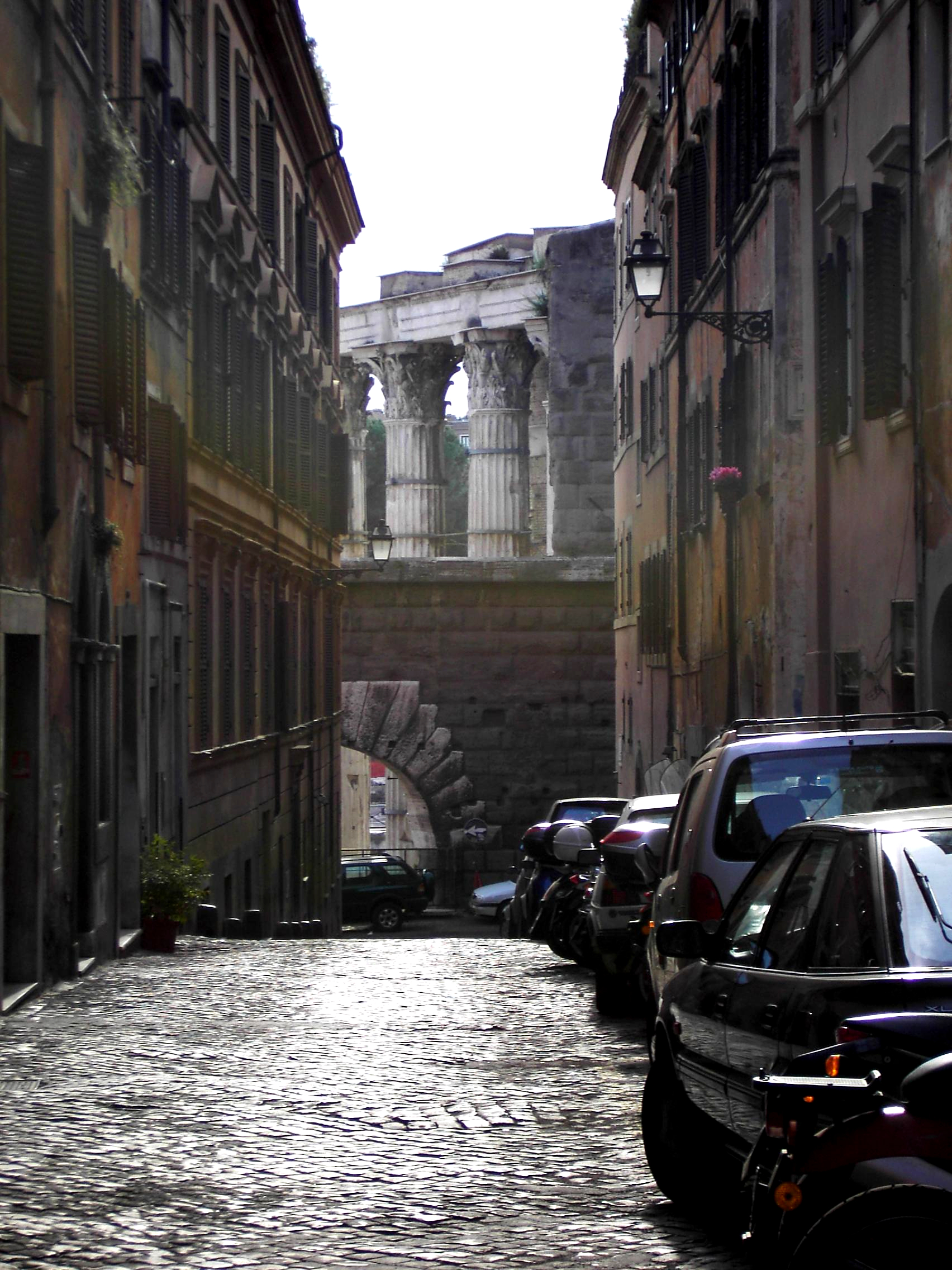
El muro cortafuegos.

El foro queda perpendicular al foro de César, actualmente separado de él por la Via dei Fori Imperiali, que se construyó sobre una porción no excavada del foro, dejando enterradas claves vitales sobre el diseño. Mirando desde la calle, el foro de Augusto está flanqueado a su izquierda por el foro de Trajano y a su derecha por el foro de Nerva. Inmediatamente detrás del foro queda el barrio de Suburra, tristemente célebre en tiempos antiguos por su pobreza, y que tendía a padecer incendios. Por lo tanto, se construyó un alto muro de piedra, que todavía hoy se conserva, para proteger la arquitectura de mármol del fuego, y para servir a un segundo propósito: tapar la vista del barrio pobre.
El diseño del foro en sí era relativamente simple. Consiste en un espacio abierto muy grande (125 metros x 90 metros) enmarcado por columnatas de mármol a ambos lados. Al fondo del foro estaba el templo de Marte el Vengador. El templo quedaba en lo alto después de un tramo de escaleras, y la entrada estaba rodeada de columnas propias. Dentro del templo, una larga cella acababa en un ábside que contenía estatuas de Marte y de Venus. Tanto a la izquierda como a la derecha del templo, había dos salas semicirculares, conocidas como exedrae. Las exedrae albergaban la mayoría de las estatuas dentro del foro.
El foro era uno de los más hermosos edificios de su época. Plinio lo consideraba como uno de los tres más bellos que había visto. Los otros dos eran el templo de la Paz y la Basílica Emilia. Los materiales de construcción eran caros y magníficos. La madera usada se taló en los Alpes Réticos y piezas recuperadas podrían ser usadas aún hoy. El mármol de Cipolin era del mejor disponible.

## Estatuas
El foro estaba lleno de un rico tapiz de diferentes estatuas. Las más destacadas eran las de Augusto con el traje militar completo en el centro del foro, y las de Marte y Venus en el templo. En total, había 108 bustos con inscripciones de los logros de cada individuo, proporcionando una idea importante de cómo Augusto veía su papel dentro de la historia romana. Además de las estatuas de todos los romanos vencedores, de mármol o bronce y que estaban colocadas a lo largo del lado izquierdo del foro y en las exedrae de la izquierda, todo el lado derecho y sus exedrae estaban llenos de estatuas de hombres de la familia Julio-Claudia. Trazan el linaje de Augusto a través de catorce reyes albanos hasta los fundadores Eneas y Rómulo. Estas figuras reforzaban la importancia de tanto el linaje romano como del linaje prestigioso del propio Augusto.  Al anunciar este linaje reforzaba su poder y autoridad como líder. También, al colocarse a sí mismo entre las grandes figuras y los héroes, se presentaba a sí mismo con mayor importancia. Se pinta a sí mismo como uno de «los grandes», merecedor del poder que ostentaba. 
Las estatuas del foro proporcionaban excelentes razones a Augusto para reclamar su restauración de la República. No sólo eran honrados los grandes hombres del pasado de Roma a través de sus bustos, sino que también Augusto estaba estableciendo su linaje en relación con tales hombres, de sangre o en espíritu. Esto proporcionaba a Augusto otra conexión entre él y la vieja república, una época de la historia de Roma que él continuamente intentaba invocar durante su reinado.